# Hryhorij Kozłowski
Hryhorij Kozłowski (ukraiński: Григорій Петрович Козловський - ur. 1 lutego 1971 r., wieś Horodysławice, obwód lwowski) – ukraiński działacz sportowy, honorowy prezes FC Rukh (Lwów), przedsiębiorca i filantrop.

## Życiorys
W 1994 r. ukończył Lwowski Instytut Handlu i Ekonomii na kierunku księgowość i analiza biznesowa. Natychmiast rozpoczął pracę w dziale odpraw celnych w Lwowskiej Fabryce Tytoniu (1994−2000), która była wówczas własnością amerykańskiej korporacji R.J. Reynolds Tobacco.
Hryhorij Kozłowski wspomina specyfikę tamtych trudnych czasów: "Podczas upadku Związku Radzieckiego korporacja stanęła w obliczu poważnych problemów z odprawą celną. Obroty były bardzo niskie, a fabryka mogła z tego powodu stracić około czterech miliardów (w kuponach)". W sumie, jak powiedział Kozlovskyy, udało mu się zaoszczędzić ponad 2 miliardy w ciągu miesiąca. W ramach wdzięczności ówczesny dyrektor fabryki przyznał mu premię w wysokości 100 dolarów i mianował go szefem działu zagranicznej działalności gospodarczej.
W 2010 r. został współwłaścicielem spółki i dyrektorem tej samej lwowskiej fabryki tytoniu.
W latach 2000–2004 pracował jako kierownik handlowy w Wynnykowskiej Fabryce Tytoniu. W latach 2006–2010 był dyrektorem firmy budowlanej Mega Eurobud.
W 2009 r. założył kompleks hotelowo-restauracyjny Svyatoslav w miejscowości Vynnyky, a w 2013 r. został współwłaścicielem Grand Hotelu we Lwowie.
Jest aktywną postacią publiczną, filantropem i wolontariuszem.
Podczas wojny rosyjsko-ukraińskiej był aktywnym wolontariuszem. W 2022 r. założył Fundację Charytatywną „Dom Miłosierdzia”, która specjalizuje się w dostarczaniu pomocy humanitarnej Ukraińcom dotkniętym rosyjskimi operacjami wojskowymi w Ukrainie. Klub piłkarski „Ruch” prowadził siedzibę dla przesiedleńców wewnętrznych, a Kozlovskyy zorganizował punkt kontrolny, aby chronić ich przed agresorami w dniach otwartej inwazji Rosji. Aktywnie wspiera materialnie i finansowo Siły Zbrojne Ukrainy. W maju 2022 r. został odznaczony przez Ministerstwo Obrony Ukrainy "Odznaką Honorową".

## Działalność sportowa
Hryhorij Kozłowski jest honorowym prezesem FC Rukh (Lwów).
W 2009 r. Hryhorij Kozłowski przejął dorosłe i młodzieżowe drużyny klubu piłkarskiego Ruch w Wynnykach, aktywnie sponsorując i wspierając jego rozwój.
FC Ruch został czterokrotnym mistrzem Lwowskiej Obwodowej Premier Ligi wśród amatorów (2012, 2013, 2014, 2015). „Ruch” zdobył również trzykrotnie Puchar Obwodu Lwowskiego (2012, 2014, 2015), Superpuchar Obwodu (2013) oraz memoriał Ernesta Justa, najbardziej utytułowanego trenera w historii lwowskich "Karpat" (2012, 2013, 2014). 17 października 2014 r. klub piłkarski Rukh po raz pierwszy w swojej historii został mistrzem Ukrainy wśród drużyn amatorskich.
W latach 2010–2014 Hryhoriy Kozlovskyy grał w klubie Ruch jako piłkarz w Premier League obwodu lwowskiego. W 2013 roku rozegrał 1 mecz w amatorskich mistrzostwach Ukrainy.
W lipcu 2016 r. FC Ruch zadebiutował w drugiej lidze mistrzostw Ukrainy, zajął drugie miejsce na koniec sezonu i od razu zdobył bilet do pierwszej ligi ukraińskiej piłki nożnej.
FC Ruch grał w pierwszej lidze przez kolejne trzy sezony, a w 2019 roku drużyna przeniosła się do Lwowa i zmieniła swój emblemat. Na koniec sezonu 2019/2020 Ruch zajął drugie miejsce i wywalczył prawo do gry w ukraińskiej Premier Lidze.
W sezonie 2020/2021 FC Ruch zajął 10. miejsce z 28 punktami w 26 kolejkach. Kolejny sezon, 2021/2022, został przerwany z powodu agresji militarnej Rosji na Ukrainę, a drużyna zajęła 11. miejsce.
W sezonie 2021/22 juniorzy Ruch zajęli pierwsze miejsce w Mistrzostwach Ukrainy U-19, zdobywając prawo do reprezentowania klubu w Lidze Młodzieżowej UEFA. Drużyna Ruch U-19 dotarła do 1/8 finału Ligi Młodzieżowej UEFA, przegrywając z AC Milan 0-1 28 lutego 2023 roku.
Hryhorij Kozłowski stworzył również unikalne zjawisko w Ukrainie – Akademię Piłkarską FC Ruch, której budowa rozpoczęła się w 2018 roku na obrzeżach Lwowa wokół Jeziora Winnykiwskiego.
Akademia Piłkarska Ruch obejmuje kompleks boisk treningowych najnowszej generacji: 3 boiska ze sztuczną murawą i 5 z murawą hybrydową, a także krytą areną. Posiada niezbędną infrastrukturę do wyszukiwania utalentowanych piłkarzy, ich szkolenia i rozwoju. Podopieczni Akademii będą mieli zapewniony pełen cykl zakwaterowania, wyżywienia, treningów, rehabilitacji i opieki medycznej.
Od 24 lutego 2022 r., z powodu okupacji niektórych miast, w Akademii pozostało około 350 dzieci, które nie mogły wrócić do domu. Akademia wzięła je pod swoją opiekę i zapewniła im zakwaterowanie, wyżywienie, edukację i wszystko, czego potrzebowały.

## Życie prywatne
Jest żonaty z lwowską piosenkarką Julią Dumańską, z którą ma córkę Dianę i syna Yaremę. W sumie ma pięcioro dzieci. Jego syn Sviatoslav jest zawodowym piłkarzem, który grał dla Ruch Lviv.